# Fenetilina
La fenetilina  (INN, en inglés fenethylline (BAN, USAN) o phenethylline) también conocida como anfetaminoetilteofilina y anfetilina, es una unión química de anfetamina y teofilina que se comporta como un profármaco para las dos drogas antes mencionadas. Se comercializa para su uso como psicoestimulante bajo las marcas Captagon, Biocapton y Fitton. 
La fenetilina es apodada la "cocaína de los pobres".

## Historia
La fenetilina fue sintetizada por primera vez por la empresa alemana Degussa AG en 1961 y utilizada durante cerca de 25 años como una alternativa más suave a las anfetaminas y compuestos relacionados. Aunque no hay indicaciones aprobadas por la FDA para la fenetilina, se ha utilizado en el tratamiento de los "hipercinéticos" (un síndrome que ahora se conoce como trastorno de hiperactividad por déficit de atención) y, en algunas ocasiones, para el tratamiento de la narcolepsia o también en ciertos casos de depresión. Una de las principales ventajas de la fenetilina es que no aumenta la presión arterial en la misma medida que la anfetamina, de manera que puede ser utilizada en pacientes con enfermedades cardiovasculares.
La fenetilina se considera que tiene menos efectos secundarios y menos potencial de abuso que las anfetaminas. Sin embargo, la fenetilina fue catalogada en 1981 como un programa de sustancias controladas en los Estados Unidos, y se convirtió en ilegal en la mayoría países en 1986 después de ser enumerada por la Organización Mundial de la Salud para la programación internacional en virtud del Convenio sobre Sustancias Psicotrópicas a pesar de que la incidencia real de abuso de la fenetilina era bastante baja.

## Farmacología
La fenetilina al ser metabolizada por el cuerpo, genera aparte, dos fármacos más: la anfetamina (24,5% de la dosis oral) y la teofilina (13,7% de la dosis oral), cada uno de los cuales son por sí mismos estimulantes activos. Los efectos fisiológicos de la fenetilina son por lo tanto, el resultado de la combinación de los tres fármacos.

## Síntesis

### Mecanismo de reacción

Síntesis de la fenetilina.

La teofilina (1) se alquila utilizando 2-bromocloroetano (2) en una reacción de sustitución para producir 7-(2-cloroetilo)teofilina (3). La 7-(2-cloroetilo)teofilina forma una subestructura de anillo de tres carbonos al desplazar el grupo saliente de halógeno restante en una reacción de sustitución intramolecular. La subestructura del anillo de tres carbonos es deformada por la amina primaria de la anfetamina (4) en una reacción de sustitución, produciendo fenetilina (5). 

### Condiciones de reacción
La teofilina (1) debe reaccionar con 2-bromocloroetano (2) al sometier ambos compuestos a reflujo a 90 °C durante 18 horas. La 7-(2-cloroetilo)teofilina (3) producida se filtra y purifica. Después de la purificación, el compuesto 3 se mezcla con anfetamina (4) en una mezcla a 100 °C durante 17 horas para producir fenetilina (5).

### Identificación
Dado que la fenetilina es una droga altamente controlada, se necesitan una variedad de métodos de identificación para regularla. Se han probado muchos métodos de identificación con diferentes muestras de fenetilina, de los cuales la cromatografía de Gases acoplada a espectrometría de masas (GC-MS) ha demostrado ser una herramienta precisa para identificar fenetilina en muestras sólidas, así como en muestras de orina y cabello.

## Abuso y comercio ilegal
El abuso de fenetilina bajo la marca Captagon es común en Oriente Medio, y siguen existiendo versiones falsificadas del fármaco a pesar de su ilegalidad.   El captagon es mucho menos común fuera de esa región, hasta el punto de que la policía puede no reconocer la droga. La producción y exportación de captagon se ha convertido en una gran industria patrocinada por el gobierno sirio, y los ingresos provenientes de sus exportaciones contribuyen a más del 90% de su moneda extranjera. Se estima que el comercio anual de mercancías Captagon del régimen de Assad en Siria alcanzó un valor de 57 mil millones de dólares en 2022, aproximadamente tres veces el comercio total de todos los barones de la droga mexicanos.
Muchas de estas tabletas falsificadas de Captagon contienen otros derivados de la anfetamina que son más fáciles de producir, pero están prensadas y estampadas para que parezcan píldoras de Captagon. Algunas pastillas falsificadas de Captagon analizadas contienen fenetilina, lo que indica que sigue produciéndose ilícitamente esta droga.
La fenetilina es una droga popular en Asia occidental y el medio de comunicación estadounidense CNN informó en 2015 que supuestamente es utilizada por grupos militantes en Siria. Investigaciones posteriores demostraron que era el gobierno sirio de Bashar al-Assad el que había estado financiando la producción de Captagon y patrocinando redes de sus traficantes de drogas en coordinación con la inteligencia siria. Se fabrica localmente mediante un proceso barato y sencillo. En julio de 2019, en el Líbano, el captagon se vendía a un precio de entre 1,50 y 2 dólares la pastilla.  En 2021, en Siria, las píldoras de baja calidad se vendían localmente por menos de un dólar, mientras que las píldoras de alta calidad se contrabandean cada vez más al extranjero y pueden costar más de 14 dólares cada una en Arabia Saudita. 
Según algunas filtraciones, los grupos militantes exportan la droga a cambio de armas y dinero en efectivo.   Según Abdelelah Mohammed Al-Sharif, secretario general del Comité Nacional de Control de Narcóticos y director adjunto de Asuntos Antidrogas y Preventivos, el cuarenta por ciento de los usuarios de entre doce y veintidós años en Arabia Saudita son adictos a la fenetilina. En 2017, Captagon fue la droga recreativa más popular en la Península arábiga. 
En octubre de 2015, un miembro de la familia real saudí, el príncipe Abdel Mohsen Bin Walid Bin Abdulaziz, y otras cuatro personas fueron detenidas en Beirut por cargos de tráfico de drogas después de que la seguridad del aeropuerto descubriera dos toneladas de pastillas de Captagon (fenetilina) y algo de cocaína en un avión privado que tenía previsto partir hacia Riad, la capital saudí.    El mes siguiente, Agence France-Presse informó que las autoridades turcas habían incautado dos toneladas de Captagon (unos once millones de pastillas) durante redadas en la provincia de Hatay, en la frontera con Siria. Las píldoras habían sido producidas en Siria y estaban siendo enviadas a países de los estados árabes del Golfo Pérsico.
En diciembre de 2015, el Ejército libanés anunció que había descubierto dos talleres de producción de drogas a gran escala en el norte del país y confiscó grandes cantidades de pastillas de Captagon. Dos días antes, en el aeropuerto de Beirut se habían incautado tres toneladas de Captagon y hachís, ocultas en pupitres escolares que se exportaban a Egipto.
Se encontraron rastros de la droga en un teléfono móvil utilizado por Mohamed Lahouaiej Bouhlel, un franco-tunecino que mató a ochenta y cuatro civiles en Niza el Día de la Bastilla de 2016. 
En mayo de 2017, la aduana francesa del aeropuerto Charles de Gaulle confiscó 750.000 pastillas de Captagon que se transportaban desde el Líbano a Arabia Saudita.  En 2017 se encontraron otros dos envíos de pastillas en el aeropuerto Charles de Gaulle: en enero, con destino a la República Checa, y en febrero, ocultas en moldes de acero.  Investigaciones posteriores demostraron que los productos incautados contenían principalmente una mezcla de anfetamina y teofilina. 
En enero de 2018, Arabia Saudita confiscó 1,3 millones de pastillas de Captagon en el cruce de Al-Haditha, cerca de la frontera con Jordania. En diciembre de 2018, Grecia interceptó un barco sirio que navegaba hacia Libia y que transportaba seis toneladas de cannabis procesado y tres millones de pastillas de Captagon. En julio de 2019, se incautó en Grecia un cargamento de treinta y tres millones de pastillas de Captagon, con un peso de 5,25 toneladas, procedentes de Siria.  En julio de 2019, se encontraron ochocientas mil pastillas de Captagon en un barco en los Emiratos Árabes Unidos.  En agosto de 2019, la aduana saudí de Al-Haditha confiscó 2.579.000 pastillas de Captagon encontradas dentro de un camión y un vehículo privado. 
En febrero de 2020, los Emiratos Árabes Unidos encontraron treinta y cinco millones de pastillas de Captagon en un envío de cables eléctricos procedentes de Siria a Jebel Ali.  En abril de 2020, Arabia Saudita confiscó 44,7 millones de pastillas de Captagon contrabandeadas desde Siria  y, citando preocupaciones por el tráfico de drogas, impuso una prohibición de importación de frutas y verduras del Líbano, lo que provocó que el precio de la lechuga libanesa se desplomara.   El 1 de julio de 2020, una operación antidrogas coordinada en Italia por la Guardia di Finanza y la Agencia de Aduanas y Monopolios incautó catorce toneladas de anfetaminas, etiquetadas como Captagon, contrabandeadas desde Siria y que las autoridades italianas inicialmente creyeron que habían sido producidas por ISIS,    que se encontraron en tres contenedores de envío llenos de alrededor de 84 millones de píldoras, en el puerto sureño de Salerno.    
En noviembre de 2020, Egipto confiscó dos envíos de pastillas de Captagon en el puerto de Damietta procedentes de Siria. El primero tenía 3.251.500 de pastillas,  mientras que el segundo contenía 11 millones.  En diciembre de 2020, las autoridades italianas incautaron alrededor de 14 toneladas de Captagon que llegaban de Latakia, Siria, y se dirigían hacia Libia, sumando alrededor de 85 millones de píldoras, por un valor de alrededor de mil millones de dólares. 
En enero de 2021, las autoridades egipcias incautaron ocho toneladas de Captagon y otras ocho toneladas de hachís en Port Said, de un cargamento que llegó procedente del Líbano.  En febrero de 2021, las aduanas libanesas incautaron en el puerto de Beirut un cargamento de 5 millones de pastillas de Captagon ocultas en una máquina para fabricar baldosas, destinadas a Grecia y Arabia Saudita.  En abril de 2021, las autoridades saudíes descubrieron 5,3 millones de pastillas de Captagon escondidas en frutas importadas del Líbano. 

### Producción en Siria

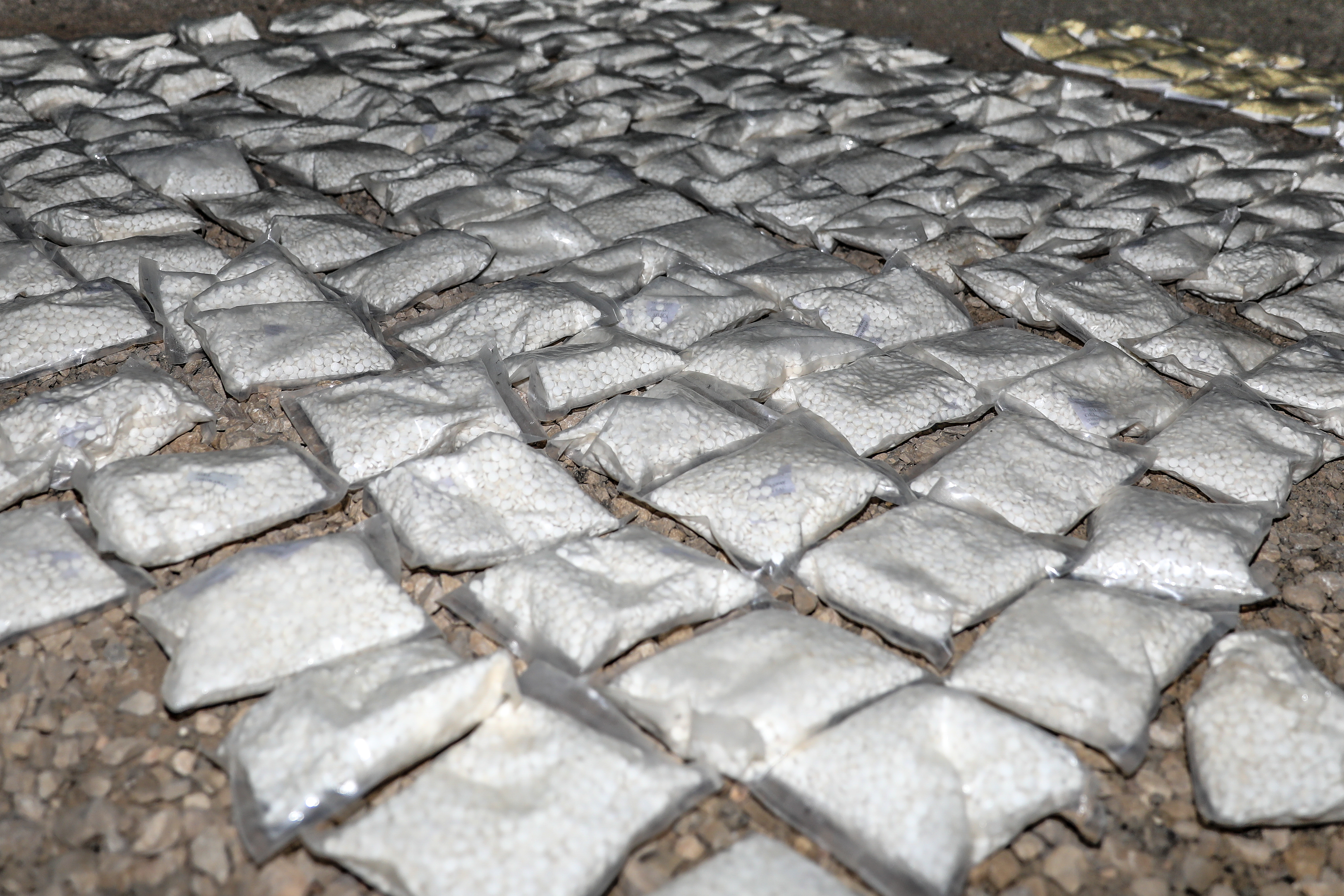
127 bolsas de Captagon incautadas en Siria antes de ser destruidas en mayo de 2018

La droga ha desempeñado un papel en la guerra civil siria. La producción y venta de fenetilina genera grandes ingresos que probablemente se utilizan para financiar armas, y los combatientes utilizan la fenetilina como estimulante.  La pobreza y las sanciones internacionales que limitan las exportaciones legales son factores que contribuyen a ello. 
En mayo de 2021, el periódico británico The Guardian describió los efectos de la producción de Captagon en Siria sobre la economía como un negocio sucio que está creando un casi narcoestado. El dinero de la droga que fluye hacia Siria está desestabilizando a los negocios legítimos, posicionándolo como el centro global de producción de Captagon, con una creciente industrialización, adaptación y sofisticación técnica.  En junio de 2021, las autoridades saudíes del puerto de Yeda incautaron catorce millones de tabletas de Captagon ocultas en un envío de placas de hierro procedentes del Líbano. Ese mismo mes, las autoridades saudíes confiscaron un cargamento de 4,5 millones de pastillas, introducidas de contrabando en varias cajas de color naranja, en el puerto de Yeda.  En julio de 2021, las aduanas saudíes descubrieron 2,1 millones de pastillas de Captagon en Al-Haditha escondidas en un envío de pasta de tomate. 
El New York Times informó en diciembre de 2021 que la 4.ª División Acorazada de élite del ejército sirio, comandada por Maher al-Assad, cuyo hermano Bashar al-Assad es el gobernante de Siria, supervisa gran parte de la producción y distribución de Captagon, entre otras drogas. La unidad controla instalaciones de fabricación, plantas de embalaje y redes de contrabando en toda Siria, y había comenzado a traficar con metanfetamina cristalina. La oficina de seguridad de la división, dirigida por el mayor general Ghassan Bilal, proporciona protección a las fábricas y a lo largo de las rutas de contrabando hacia la ciudad portuaria de Latakia y los cruces fronterizos con Jordania y el Líbano. Jihad Yazigi, editor de The Syria Report, informó que Captagon "probablemente se ha convertido en la fuente más importante de moneda extranjera de Siria". 

### Uso militar
Captagon es un importante estimulante utilizado entre algunos combatientes yihadistas. A veces se le llama la “droga de la yihad” por esto. Produce rápidamente una intensidad eufórica en los usuarios, permitiéndoles permanecer despiertos durante períodos de tiempo muy largos. Además de esto, la persona permanece más tranquila y concentrada bajo los efectos de la droga, lo que permite que los sentidos se mantengan en niveles más operativos. También ayuda a controlar los sentimientos de miedo y hambre, lo que resulta beneficioso para llevar a cabo operaciones a largo plazo.     El psiquiatra Dr. Robert Keisling dice que "te da una sensación de bienestar y euforia", junto con la idea de que "eres invencible y que nada puede hacerte daño".   Quienes van a misiones de yihad toman mucho para prepararse, dijo un excombatiente asociado con los Hermanos Musulmanes. Describió el efecto: "Se quedan en blanco. Su ritmo cardíaco se dispara. Pierden toda conexión con sus emociones y pensamientos". Algunos comentaron este efecto como un "desapego parecido al de un zombi". 
En 2015, un fabricante ilegal sirio le dijo a la revista New York Magazine sobre el efecto que la droga tenía en los combatientes: “Si alguien toma muchas pastillas, como 30 o más, se vuelve violento y loco, paranoico, sin miedo a nada... Tendrá sed de pelear y matar y disparará a todo lo que vea. Pierde todo sentimiento o empatía por las personas que tiene frente a él y puede matarlas sin importarle en absoluto”. 
Según algunos comentaristas, los combatientes que consumían la droga en Siria toleraban mejor el dolor de los disparos  Un oficial de control de drogas en la ciudad central de Homs dijo a Reuters que los manifestantes y los combatientes podían resistir mejor los dolorosos interrogatorios mientras tomaban Captagon.  Los excombatientes han dicho a los medios que las pastillas les ayudaron a superar su miedo. Los médicos informan que el medicamento tiene efectos secundarios peligrosos, incluida psicosis y daño cerebral. Según excombatientes, cientos de personas se volvieron adictas a las pastillas que les daban los jefes de brigada sin saber lo que estaban tomando. 
El uso de Captagon se asoció con el ascenso de ISIS.   Un combatiente de 19 años llamado Kareem, quien dijo haber luchado junto a ISIS durante más de un año, le dijo a CNN en 2014: "Nos dieron drogas, pastillas alucinógenas que te hacían ir a la batalla sin importarte si vivías o morías".
En febrero de 2023, el Ministerio de Defensa de Israel frustró un intento de contrabando de miles de tabletas de Captagon a la Franja de Gaza.  Hamás afirmó en esa ocasión que había confiscado 50.000 pastillas de Captagon en la frontera y culpó a Israel de intentar drogar a Gaza. 
Israel ha declarado públicamente que se utilizó Captagon durante los ataques del 7 de octubre, pero algunos expertos lo han puesto en duda.  Las fuerzas israelíes dijeron que habían encontrado tabletas, polvo y líquido que contenían Captagon en los cuerpos de los atacantes.   Pero Caroline Rose, del Instituto Newline, dijo que nunca había visto el Captagon elaborado en forma líquida. Si bien los productos químicos precursores del Captagon tienden a presentarse en forma de polvo, el Captagon en sí no suele ser un polvo. Concluyó: "Me resulta un tanto difícil creer que, en una sola redada, encontremos dos nuevas formas de Captagon".  Los videos recopilados por el gobierno israelí del ataque de Hamás (elaborados a partir de teléfonos celulares, GoPros, así como cámaras de automóviles y de vigilancia) supuestamente muestran que al menos algunos de los militantes estaban bajo la influencia de la droga.   Algunos expertos señalaron que Israel no había hecho pública evidencia directa del uso de Captagon.
Según se informa, los atacantes de ISIS utilizaron Captagon en el ataque al Crocus City Hall en 2024.

## Drogas psicoanalépticas (legislación de Estados Unidos)
Los compuestos enumerados a continuación tienen en común propiedades «psicoanalépticas», esto es, tienden a activar o amplificar la transmisión de las señales nerviosas. Esta clasificación no es exhaustiva, ya que hay casos particulares como el PCP (fenciclidina), que bien podrían estar en otros grupos. Sin embargo, en la mayoría de los casos este criterio es útil para diferenciar estas sustancias de aquellas que promueven depresión generalizada o selectiva del SNC. Dentro del grupo de los psicoanalépticos se encuentra, como es de esperar, la clase de los fármacos psicoestimulantes, además de los agentes antidepresivos, y algunas de las denominadas «drogas visionarias» o «drogas psiquedélicas» (como el LSD, la mescalina, la psilocibina) y «entactógenas» (como el MDMA, el 2-CB).
| Lista I | Lista II | Lista III                                                    | Lista IV | Excluidos |
| --- | --- | ------------------------------------------------------------ | --- | --- |
| Aminocetonas - catinona - metcatinona Fenetilaminas - 2-CB - MDMA - mescalina Disociativos - PCP Estimulantes eléctricos o - fenetilina Psiquedélicos - ibogaína - LSD - psilocibina - DMT | Anfetaminas - anfetamina - dexanfetamina - dexmetilfenidato - fenmetrazina - metanfetamina - metilfenidato cocaína | Anfetaminas - benzfetamina - clorfentermina - fendimetrazina | Aminocetonas - catina - dietilpropión Anfetaminas - fenproporex - fentermina - mefenorex Estimulantes - fencamfamina - mazindol - modafinilo - pemolina - pipradol Antidepresivos - sibutramina | Estimulantes - efedrina - cafeína - nicotina Antidepresivos - amineptina - bupropión - duloxetina - escitalopram - fenelzina - fluoxetina - minalcipram - sertralina - tranilcipromina - venlafaxina |